# Титан III
Титан ІІІ (на английски: Titan ІІІ) е името на третата ракета от американското семейство ракети-носители Титан, конструирани от Мартин в края на 50-те години на 20 век. Титан III е модифицирана версия на Титан II с допълнителни ракетни ускорители. Тя е разработена от името на USAF като тежък носител, използван основно за извеждане на разузнавателни сателити и други апарати от военни космически програми на САЩ. По правилно е третата версия на ракетите Титан да се разглежда като отделно подсемейство, тъй като произвежданите 6 модификации варират силно като параметри и външен вид.

## Титан IIIA
Титан IIIA – американска течногоривна тристепенна ракета-носител. Първа ракета-носител от подсемейството Титан ІІІ. Това е прототип, който представлява ракета Титан II с добавен ускорителен блок Транстейдж като трета степен. Осъществени са 4 изстрелвания между септември 1964 и май 1965 г.

## Титан IIIB
Титан IIIB – американска течногоривна тристепенна ракета-носител. Втора ракета-носител от подсемейството Титан ІІІ. Проектирана е на базата на ракетите Титан II и Титан IIIA. Произвеждана е в 4 различни версии – 23B, 24B, 33B, 34B с малки различия помежду си. Основната разлика с Титан IIIA е третата степен на ракетата. Там като ускорителен блок вместо Транстейдж е използван Аджена. Тази конфигурация е използвана за извеждане на серия от сателити KH-8 Gambit за събиране на разузнавателна информация. Те са изстреляни от авиобазата Ванденберг, Калифорния, на юг над Тихия океан в полярни орбити. Масата на сателитите е около 3000 кг. Между юли 1966 и февруари 1987 г. са осъществени 68 изстрелвания, от които 62 успешни. Първите две ракети от подсемейството Титан III използват инерциална навигационна система, управлявана от компютър IBM ASC-15 използван в ракетата – носител Титан II. Специално за новия носител Титан III, на IBM ASC-15 са добавени още 20 използваеми писти, които увеличават капацитета на паметта с 35%.

## Титан IIIC
Титан IIIC – мощна модификация на базовата разработка. Трета ракета-носител от подсемейството Титан ІІІ. Модификация на носителя Титан IIIA с добавени твърдогоривни бустери за увеличаване на стартовата, а оттам и допустимата максимална маса на полезния товар. Твърдогоривните бустери, които са разработени за Titan IIIC представляват значителен напредък в сравнение с предишните ракети с твърдо гориво, основно поради големия им размер и тяга, както и техните напреднали векторни системи за контрол на тягата. Като трета степен е използван ускорителен блок Транстейдж. Системата за управление на Титан IIIC е усъвършенствана и използва електроника Delco VI IMU с много по-добри параметри от тези на IBM ASC-15 използвана в по-ранните модификации. Между юни 1965 и март 1982 г. са осъществени 36 изстрелвания, от които 31 успешни.

## Титан IIID
Титан IIID – производна на Титан IIIC. Четвърта ракета-носител от ракетното подсемейство Титан ІІІ. Ракетата е без ускорителен блок Транстейдж. Използвана е за извеждане на разузнавателни сателити от серията Key Hole на ниска околоземна орбита. Между юни 1971 и ноември 1982 г. са осъществени 22 изстрелвания, всички успешни.

## Титан IIIE
Титан IIIE – производна на Титан IIIC. Пета ракета-носител от ракетното подсемейство Титан ІІІ. Разликата между нея и Титан IIIC е в третата степен, където вместо ускорителен блок Транстейдж е използван ускорителен блок Центавър с по-висок специфичен импулс. Ракетата е използвана за извеждане на няколко научни космически кораба, включително двете сонди на НАСА Вояджър и двете Викинг) на орбита около Марс. Между юни 1971 и септември 1977 г. са осъществени 7 изстрелвания, от които 6 успешни.

## Титан 34D
Титан 34D – шеста, последна версия на Титан ІІІ. Използвана е за извеждане на редица сателити предимно с военно приложение. След като USAF заменят ракетата с по-мощния носител Титан IV, Титан 34D е превърната в комерсиална ракета-носител, която извежда няколко комуникационни сателита и космическия кораб на НАСА Марс Обзървър. Тази модификация на ракетата е с по-голям аеродинамичен обтекател и е известна като Титан 34Ds. Разликата между Титан IIIC и Титан 34D е в по-мощните твърдогоривни бустери използвани в нулевата степен на последната. Между октомври 1982 и септември 1989 г. са осъществени 15 изстрелвания, от които 12 са успешни.